# Gramàtica indexada
Les gramàtiques indexades son una generalització de les gramàtiques lliures del context en les que els símbols no terminals estan equipats amb una llista d'etiquetats o índex de símbol. Un llenguatge produït per una gramàtica indexada s'anomena un llenguatge indexat.

## Definició formal
Una gramàtica indexada es defineix com una 5-tupla {\displaystyle G=(N,T,F,P,S)}on:
- {\displaystyle N}és un conjunt de variables o de símbols no terminals
- {\displaystyle T}és un alfabet de símbols terminals
- {\displaystyle F}és un conjunt de símbols índexs o etiquetes
- {\displaystyle S\in N} és el símbol d'inici
- {\displaystyle P} és un conjunt finit de regles de producció

A les regles de producció s'afegeix una cadena (stack) {\displaystyle \sigma \in F^{*}}de símbols índex enganxat a cada símbol no terminal {\displaystyle A\in N}, denotat per {\displaystyle A[\sigma ]}. Els símbols terminals poden no dur stacks associats. Per un stack d'índex {\displaystyle \sigma \in F^{*}} i una cadena {\displaystyle \alpha \in (N\cup T)^{*}}de símbols no terminals, {\displaystyle \alpha [\sigma ]}denota el resultat d'enganxar {\displaystyle [\sigma ]}a cada símbol no terminal d'{\displaystyle \alpha }.
Per exemple, si {\displaystyle \alpha }és igual a {\displaystyle aBCdE} amb {\displaystyle a,d\in T}símbols terminals i {\displaystyle B,C,E\in N}símbols no terminals, llavors {\displaystyle \alpha [\sigma ]}denota {\displaystyle aB[\sigma ]C[\sigma ]dE[\sigma ]}. Seguint aquesta notació, cada regla de producció {\displaystyle P}ha de ser de la forma:
1. {\displaystyle A[\sigma ]\rightarrow \alpha [\sigma ]},
2. {\displaystyle A[\sigma ]\rightarrow B[f\sigma ]}o
3. {\displaystyle A[f\sigma ]\rightarrow \alpha [\sigma ]}

On {\displaystyle A,B\in N}son símbols no terminals, {\displaystyle f\in F}és un índex, {\displaystyle \sigma \in F^{*}}és una cadena de símbols d'índex i {\displaystyle \alpha \in (N\cup T)^{*}}és una cadena de símbols no terminals (alguns autors fan servir "..." enlloc de {\displaystyle \sigma }.
Les derivacions son similars a les de les gramàtiques lliures de context excepte per l'stack de símbols índex per cada símbol no terminal. Quan s'aplica una regla de producció com {\displaystyle A[\sigma ]\rightarrow B[\sigma ]C[\sigma ]}, l'stack d'A es copia a B i C. A més, una regla pot afegir un símbol d'índex a l'stack o treure el de més a l'esquerra.
Formalment, la relació {\displaystyle \Rightarrow }("derivació directa") es defineix en el conjunt {\displaystyle (N[F^{*}]\cup T)^{*}}com segueix:
1. Si {\displaystyle A[\sigma ]\rightarrow \alpha [\sigma ]}és una regla de producció de tipus 1, llavors {\displaystyle \beta A[\phi ]\gamma \Rightarrow \beta \alpha [\phi ]\gamma }. Això és, l'stack {\displaystyle \phi } de la part esquerra de la regla de producció es copia a cada símbol no terminal de la part dreta.
2. Si {\displaystyle A[\sigma ]\rightarrow B[f\sigma ]}és una regla de producció de tipus 2, llavors {\displaystyle \beta A[\phi ]\gamma \Rightarrow \beta B[f\phi ]\gamma }. Això és, l'stack d'índex de la part dreta s'obté de l'stack {\displaystyle \phi } de la part esquerra afegint {\displaystyle f}.
3. Si {\displaystyle A[f\sigma ]\rightarrow \alpha [\sigma ]}és una regla de producció de tipus 3, llavors {\displaystyle \beta A[f\phi ]\gamma \Rightarrow \beta \alpha [\phi ]\gamma }, fent servir la definició de {\displaystyle \alpha [\sigma ]}. Això és, el primer índex {\displaystyle f}es treu de l'stack de la part esquerra i es distribueix a cada símbol no terminal de la part dreta.

## Exemples
A la pràctica, stacks d'índexs poden comptar i recordar quines regles s'han aplicat i en quin ordre. Per exemple, les gramàtiques indexades poden descriure llenguatges sensibles al context de paraules triples {\displaystyle \{www:w\in \{a,b\}^{*}\}}:
| S[σ] | → | S[fσ]          | T[fσ] | → | a T[σ] |
| S[σ] | → | S[gσ]          | T[gσ] | → | b T[σ] |
| S[σ] | → | T[σ] T[σ] T[σ] | T[]   | → | ε      |
Una derivació de abbabbabb és:
S[] ⇒ S[g] ⇒ S[gg] ⇒ S[fgg] ⇒ T[fgg] T[fgg] T[fgg] ⇒ a T[gg] T[fgg] T[fgg] ⇒ ab T[g] T[fgg] T[fgg] ⇒ abb T[] T[fgg] T[fgg] ⇒ abb T[fgg] T[fgg] ⇒ ... ⇒ abb abb T[fgg] ⇒ ... ⇒ abb abb abb.